# Пітра Адольф Самойлович
Адольф Самойлович Пітра (30 вересня (12 жовтня)1830, Чернігівська губернія -13 (25) березня 1889) — ботанік, ректор Харківськогоу університету (1873—1881)

## Життєпис
Народився в Харкові в сім'ї обер-офіцера.
В 1849 р. після закінчення гімназії вступив на природниче відділення фізико-математичного факультету Харківського університету, який закінчив в 1853 році зі ступенем кандидата.
З 1854 р. працював позаштатним, а у 1856—1860 рр. — штатним помічником бібліотекаря Харківського університету.
У 1858 р. захистив дисертацію на здобуття ступеня магістра ботаніки.
У 1861 р. був затверджений у званні ад'юнкта.
У 1862 р. захистив докторську дисертацію «О тканях растений, служащих проводниками образовательных соков».
У 1864 р. став ординарним професором ботаніки. З 1885 року — заслужений професор. Читав курс анатомії і морфології, а в останні роки — анатомію і фізіологію рослин.
У 1870—1873 рр. — декан фізико-математичного факультету.
З серпня 1871 р. по листопад 1873 р. виконував обов'язки заступника ректора, а у 1873—1881 рр. був ректором Харківського університету.
У 1873—1875 рр. був товаришем голови Товариства випробувачів природи при Харківському університеті, кілька років був директором університетського ботанічного саду.
Нагороджений орденом Св. Анни II ступеня, прикрашеного імператорською короною; Св. Володимира III ступеня.